# مايك كونيل
مايك كونيل (بالإنجليزية: Mike Connell)‏ (1 نوفمبر 1956 بجوهانسبرغ في جنوب أفريقيا - ) هو لاعب كرة قدم جنوب أفريقي في مركز الدفاع. لعب مع تامبا باي راوديز وFort Lauderdale Strikers (1988–1994) ‏ ونادي رينجرز ‏.